# Polana Czerwieniec

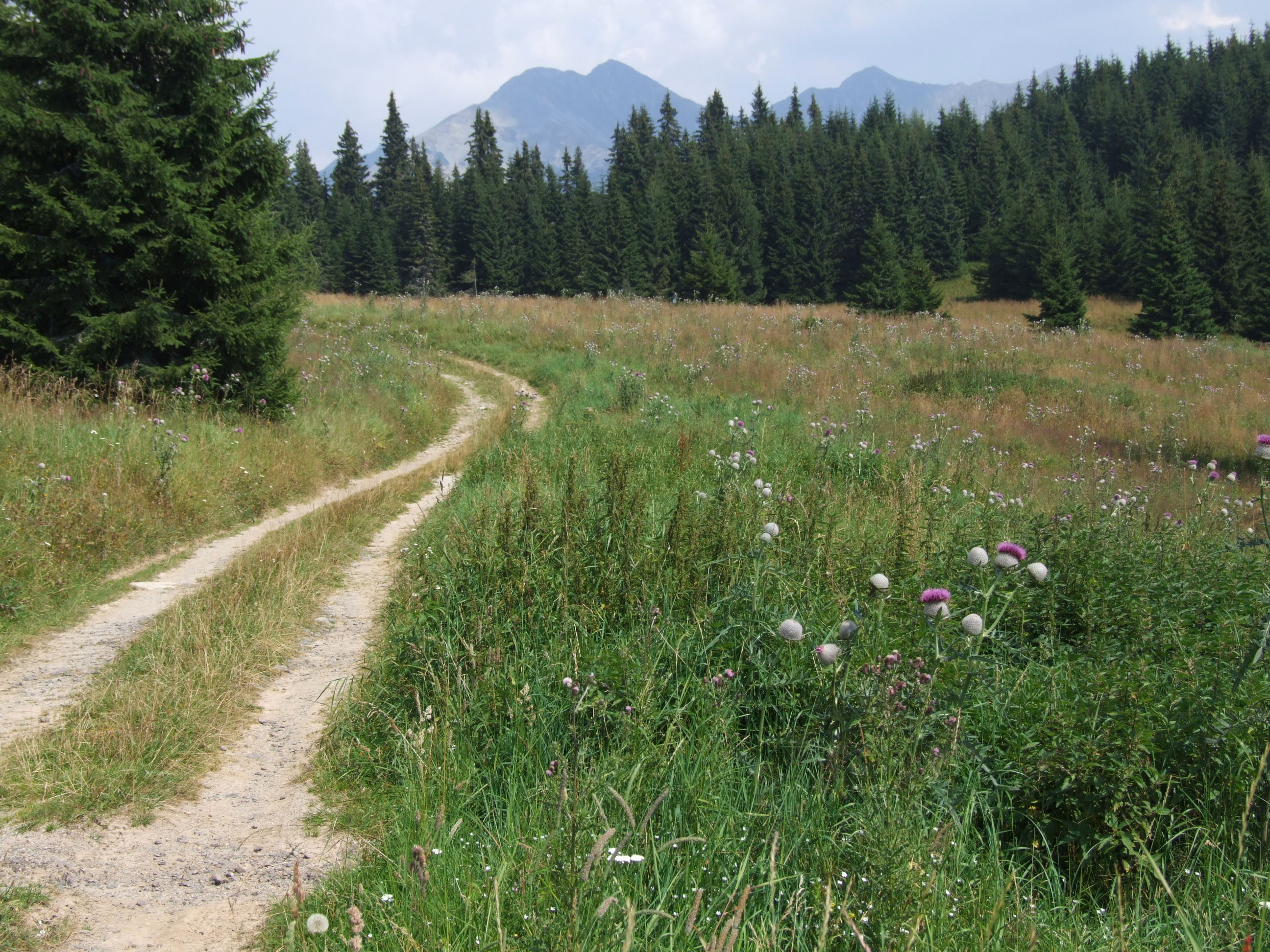
Polana Czerwieniec i widok na Małego Łyśca, Wielkiego Łyśca i Pachoła

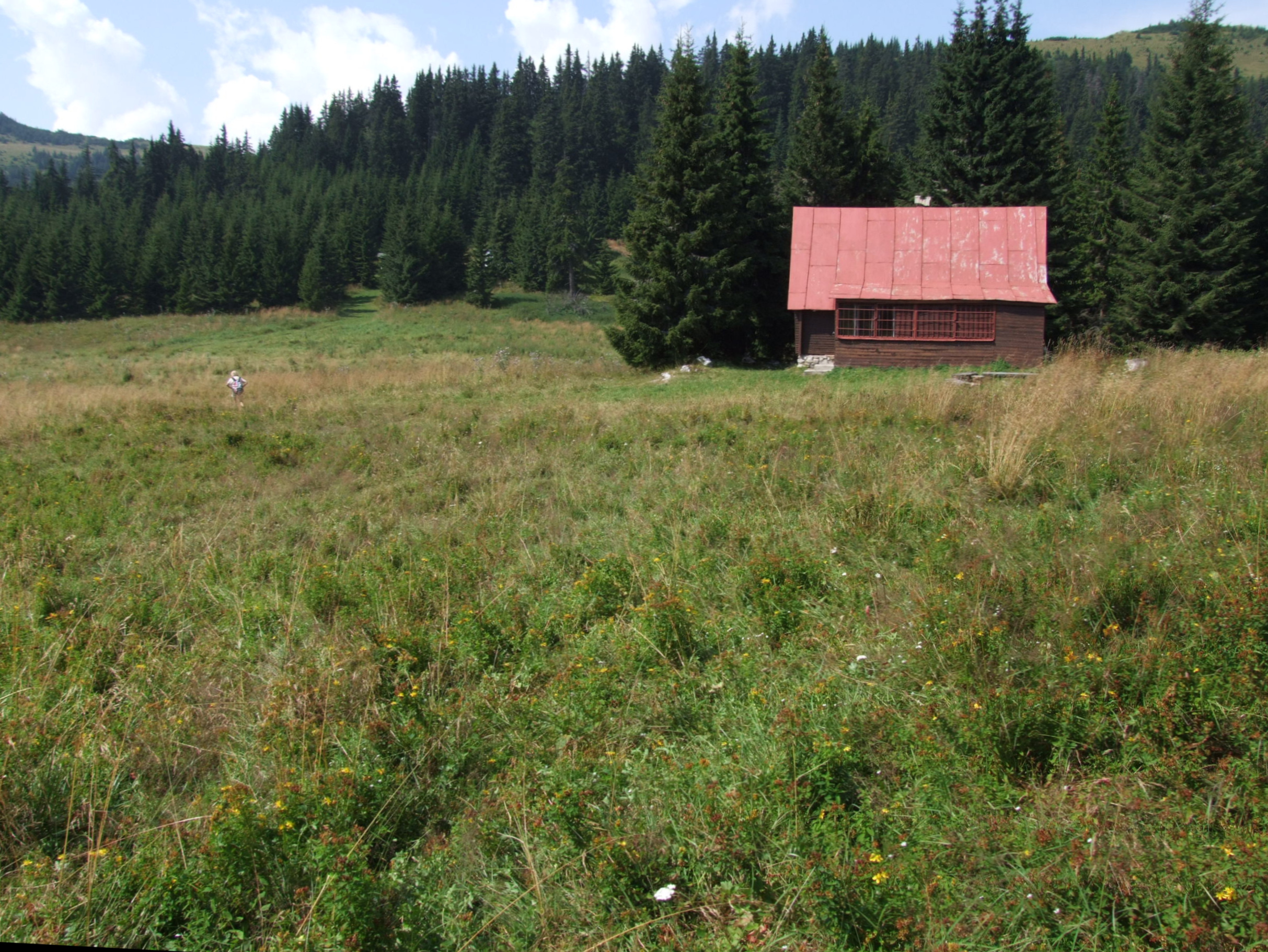
Domek na polanie

Polana Czerwieniec (słow. Červenec) – polana w słowackich Tatrach Zachodnich. Znajduje się na grzbiecie Rygla (Rigeľ) odchodzącym od grani Babkowa Przehyba – Mała Kopa w południowo-wschodnim kierunku do Mnicha. Polana zajmuje szerokie siodło przełęczy (1388 m) po północno-zachodniej stronie Mnicha, pomiędzy dolinką Czerwieniec i Mnichowym Żlebem.
Jest to duża polana, położona na wysokości około 1355–1405 m. Jest nadal wypasana. Znajduje się na niej domek letniskowy (Kolibka na Červenci) i szałas. Po północnej stronie polany znajduje się schronisko turystyczne Chata Czerwieniec. Schronisko to znajduje się już na innym grzbiecie, po drugiej stronie Mnichowego Potoku i od właściwej polany Czerwieniec jest obecnie oddzielone niewielkim pasem lasu. Podawany w niektórych przewodnikach opis, że schronisko to znajduje się na polanie Czerwieniec, nie jest jednak błędny, gdyż dawniej polana ta była większa. Przed ponad 70 laty bezleśny obszar obejmował zarówno miejsce obecnego schroniska, jak i niemal całą górną część Mnichowego Żlebu oraz dolinkę Czerwieniec, wraz z rozdzielającym je grzbietem Rygla oraz rozległymi stokami Małej Kopy i Babek. Do czasów współczesnych znaczna część polany już zarosła lasem, lecz trawiaste przesmyki nadal ciągną się po zachodniej stronie schroniska aż na grzbiet Babki – Mała Kopa. Na niewielkiej polance powyżej Chaty Czerwieniec ustawiono przyrządy meteorologiczne.

## Szlaki turystyczne
Przez środek polany prowadzi szlak turystyczny.
  niebieski: Bobrowiecki Wapiennik – rozdroże pod Babkami – Chata Czerwieniec – Przedwrocie 3:20 h, ↓ 2:35 h